# Nis-Momme Stockmann

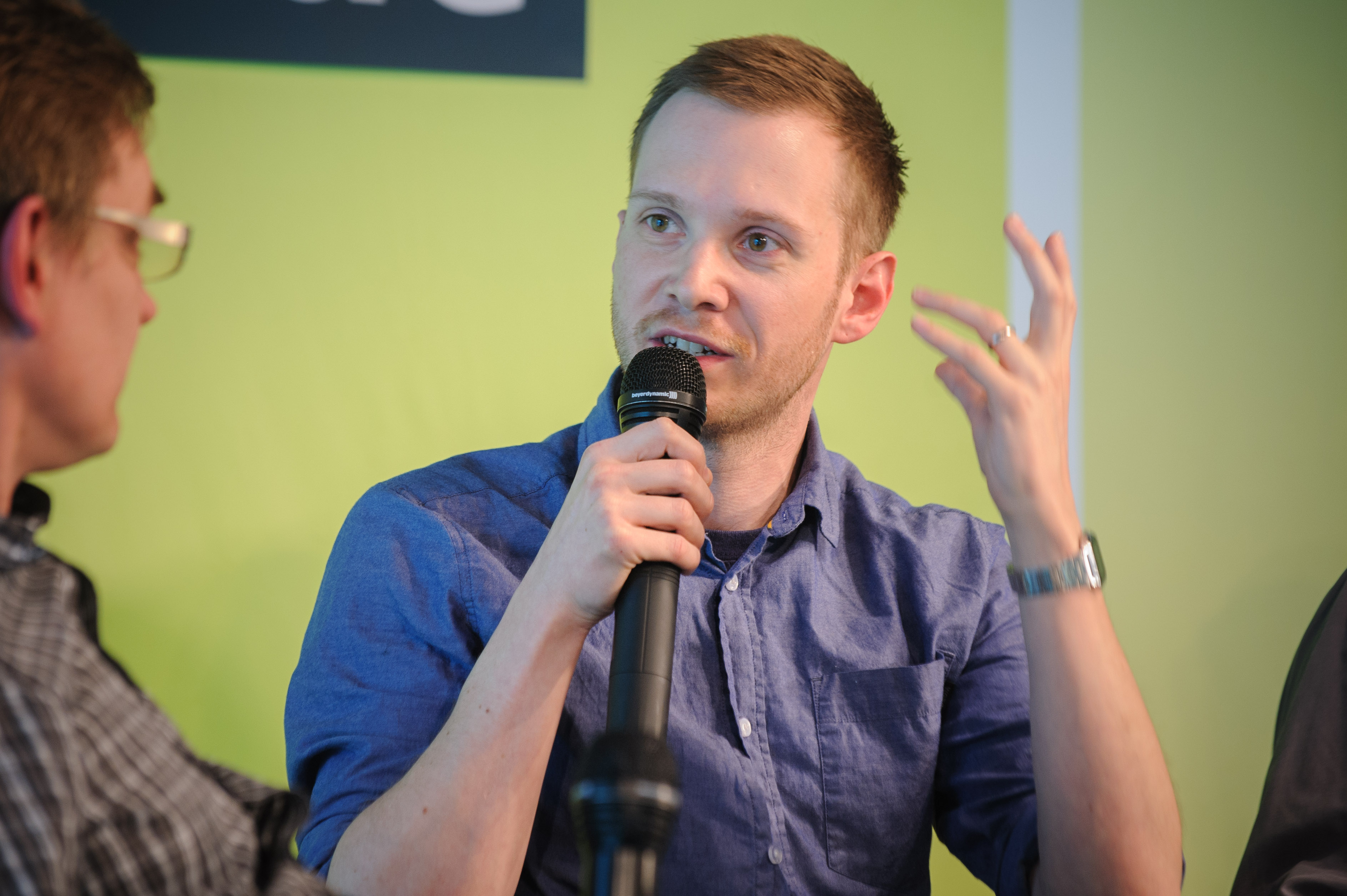
Nis-Momme Stockmann, Konferenz „Theater und Netz“, Berlin, 2013

Nis-Momme Stockmann (* 17. August 1981 in Wyk auf Föhr) ist ein deutscher Schriftsteller und Regisseur.

## Leben
Nis-Momme Stockmann besuchte die Duborg-Skolen in Flensburg, das Gymnasium der dänischen Minderheit in Schleswig-Holstein. Nach dem Abitur studierte er „Sprache und Kultur Tibets“ in Hamburg, Medienwissenschaften im dänischen Odense, machte eine Ausbildung zum Koch und studierte schließlich Szenisches Schreiben an der Universität der Künste Berlin.
Stockmann schreibt Theaterstücke, Hörspiele und Prosa. Sein erstes Theaterstück Der Mann der die Welt aß gewann 2009 den Hauptpreis des Heidelberger Stückemarkts und wurde dort noch im selben Jahr uraufgeführt. Das Stück wurde mehrfach ausgezeichnet, zu diversen Festivals eingeladen und an über zehn anderen Theatern inszeniert, etwa am Residenztheater München und am Theater Basel. Von der ETC (European Theater Convention) wurde es zu einem der 120 besten europäischen Stücke des Jahres gewählt.
Weitere Arbeiten von Stockmann wurden u. a. am Deutschen Theater Berlin, Schauspiel Frankfurt, Staatstheater Stuttgart, Residenztheater München, Staatstheater Hannover und am Badischen Staatstheater Karlsruhe gezeigt, sind vielfach übersetzt und wurden im Ausland gespielt.
Von 2009 bis 2012 war Stockmann Hausautor am Schauspiel Frankfurt. 2010 wurde Das blaue blaue Meer in der Regie von Marc Lunghuss in den Kammerspielen uraufgeführt. Eine Hörspielfassung des Theaterstücks wurde vom RBB produziert und zeitnah zur Uraufführung gesendet. Daneben betrieb er auf der Internetseite des Schauspiels Frankfurt den literarischen Blog Stockmanns Appendix. In der Spielzeit 2010/11 folgte Stockmanns zweite Arbeit für das Schauspiel Frankfurt – Die Ängstlichen und die Brutalen. Der Freund krank war 2012 die dritte und letzte Arbeit im Rahmen seiner Hausautorenschaft.
Während seiner Zeit am Schauspiel Frankfurt schrieb und gestaltete Stockmann auch das literarisches Varieté Herkules Manhattans holistisches Kompendium des modernen Seins, das zusammen mit Christian Prasno (Video), Yassu Yabara (Bühne und Regie) und dem Musikerduo Les Trucs entstand. Mit Les Trucs
verbindet Stockmann seitdem eine enge Zusammenarbeit. Gemeinsam gestalten sie am Theater Heidelberg den Theaterabend Expedition und Psychiatrie und die Performance Fuchs frisst Weltraum – eine Mikrotour mit Lyrik und Musik. Auch für die Hörspiele Der sich wirklich langsam etwas seltsam entwickelnde Kongress der Thanatologen (NDR, 2021) und „Der Betreuer“ (NDR, 2022) arbeiteten sie gemeinsam.
Im Februar 2012 reiste Stockmann auf Einladung des Goethe-Instituts nach Japan und dort zu der Schutzzone des havarierten Reaktors Fukushima-Daiichi.
In seinem Blog berichtete er von seiner Reise. Es entstanden Interviews und eine Reportage für das Magazin konkret (April 2012). 2016 reiste er ein weiteres Mal in die Schutzzone. 2022 wurden seine Reiseerlebnisse im Rahmen der Theaterproduktion „Der unsichtbare Reaktor“ am Staatstheater Nürnberg uraufgeführt.
2016 erschien Stockmanns Roman Der Fuchs im Rowohlt Verlag. Das Buch wurde für Preis der Leipziger Buchmesse nominiert.
Stockmann lebt in Berlin und Flensburg. Er ist Gründungsmitglied des PEN Berlin.

## Prosa
- Der Fuchs. Roman. Rowohlt Verlag, Hamburg, 2016, ISBN 978-3-498-06153-1.

## Stücke
- Der Mann der die Welt aß (Theater und Medien Schaefersphilippen); UA: 17. Dezember 2009, Theater der Stadt Heidelberg, Inszenierung: Dominique Schnitzer[14]
- Das blaue blaue Meer (Theater und Medien Schaefersphilippen); UA: 22. Januar 2010, Schauspiel Frankfurt am Main, Inszenierung: Marc Lunghuss[14]
- Kein Schiff wird kommen (Theater und Medien Schaefersphilippen); UA: 19. Februar 2010, Staatstheater Stuttgart, Inszenierung: Annette Pullen[15][16]
- Inga und Lutz – Oder: Die potentielle Holistik eines Schnellkochtopfs im Kosmos des modernen Seins (Theater und Medien Schaefersphilippen); UA: 8. Oktober 2010, Staatstheater Braunschweig, Inszenierung: Alexis Bug
- Die Ängstlichen und die Brutalen (Theater und Medien Schaefersphilippen); UA: 2. November 2010, Schauspiel Frankfurt, Inszenierung: Martin Klöpfer[17]
- Expedition und Psychiatrie (Theater und Medien Schaefersphilippen); UA: 4. März 2011, Theater der Stadt Heidelberg, Inszenierung: Nis-Momme Stockmann
- Der Freund krank (Theater und Medien Schaefersphilippen); UA: 27. April 2012, Schauspiel Frankfurt, Inszenierung: Martin Schulze
- Tod und Wiederauferstehung der Welt meiner Eltern in mir (Theater und Medien Schaefersphilippen); UA: September 2012, Staatstheater Hannover, Inszenierung: Lars-Ole Walburg; Januar 2014 Hessisches Staatstheater Wiesbaden, Inszenierung: Tilman Gersch
- Die Kosmische Oktave (Theater und Medien Schaefersphilippen); UA: 21. März 2014 Sophiensaele, Regie Ulrich Rasche[18]
- Phosphoros (Theater und Medien Schaefersphilippen); UA: 6. Juni 2014, Residenztheater, München, Regie: Anne Lenk[19]
- The Power (Theater und Medien Schaefersphilippen); UA: 5. Juni 2015, Nationaltheater Korea, Seoul, Inszenierung: Alexis Bug
- Das Imperium des Schönen (Theater und Medien Schaefersphilippen); UA: 31. Januar 2019,[20] Staatstheater Stuttgart, Regie: Tina Lanik
- Der Unsichtbare Reaktor (Theater und Medien Schaefersphilippen); UA: 31. Januar 2022[21], Staatstheater Nürnberg, Regie: Jan-Christoph Gockel
- Das Portal (Theater und Medien Schaefersphilippen); UA: 19. Januar 2024[22], Staatstheater Stuttgart, Regie: Herbert Fritsch

## Audioproduktionen
- Das blaue blaue Meer (RBB), Regie: Regine Ahrem, 2010.
- Der Freund Krank (RBB), Regie: Ulrich Lampen, 2013.[23]
- Das Fenster (SWR), Regie: Iris Drögekamp, 2021.
- Der sich langsam wirklich etwas seltsam entwickelnde Kongress der Thanatologen (NDR), Nis-Momme Stockmann, 2021.
- Der Betreuer (NDR), Regie: Nis-Momme Stockmann, 2022.
- Das Imperium des Schönen (BR), Regie: Oliver Sturm, 2023.

## Auszeichnungen und Stipendien
- 2005: 1. Preis beim internationalen Filmfestival in Odense für den Kurzfilm Ignorans.
- 2009: AutorenPreis und Publikumspreis beim Heidelberger StückeMarkt[24][25]
- 2009: Stückemarkt Werkauftrag des Berliner Theatertreffens.[26]
- 2009: Stipendium des Düsseldorfer Autorenlabors
- 2010: Fördergabe zum Schiller-Gedächtnispreis.[27][28]
- 2010: Nachwuchsdramatiker des Jahres 2010 in der Kritikerumfrage von Theater heute[29]
- 2011: Friedrich-Hebbel-Preis[30]
- 2012: Artist in Residence im KKI-Laboratorium[31]
- 2013: Aufenthaltsstipendium in der Goethe-Institut Villa Kamogawa
- 2014: Literaturpreis des Kulturkreises der deutschen Wirtschaft in der Sparte Dramatik.
- 2015:  Hermann-Sudermann-Preis der Autorentheatertage am Deutschen Theater Berlin
- 2016: Arbeitsstipendium des Berliner Senats.[32]
- 2018: Stipendiat der Casa Baldi der Deutsche Akademie Rom Villa Massimo
- 2022: Dritten Preis beim Grand prix nova für das Hörspiel der Betreuer
- 2024: Jahresstipendium des Deutschen Literaturfonds